# Hans Rimpau
Hans Rimpau (* 23. Mai 1854 in Schlanstedt; † 17. Februar 1919 in Emersleben) war Jurist, Rittergutsbesitzer und Mitglied des Deutschen Reichstags.

## Leben
Hans Rimpau war Sohn des Landrats August Wilhelm Rimpau, der mit seiner Frau Sophie Rimpau, geb. Bode, acht Kinder hatte: Arnold Diedrich Wilhelm Rimpau, Elisabeth, Marie, Emilie, Rudolf, Margarethe, Hans, Hermann.
Rimpau besuchte das Dom-Gymnasium in Halberstadt und von 1875 bis 1879 die Universitäten Leipzig, Straßburg und Berlin. Als Referendar war er von 1879 bis 1884 beschäftigt bei den Gerichten in Wernigerode, Halle und Berlin. Er widmete sich nach absolviertem Gerichtsassessorexamen der Landwirtschaft und übernahm 1889 sein Rittergut Emersleben. Weiter war er Amtsvorsteher, Standesbeamter und Mitglied des Kreistages.
Von 1890 bis 1912 war er Mitglied des Deutschen Reichstags für den Wahlkreis Regierungsbezirk Magdeburg 8 (Halberstadt, Oschersleben, Wernigerode) und die Nationalliberale Partei. Nachdem er im Januar 1891 für den gleichen Wahlkreis, den er im Reichstag vertrat, in das Preußische Abgeordnetenhaus gewählt wurde, gehörte er diesem bis 1908 an.